# Mau Piailug
Pius "Mau" Piailug (1932 – 12. juli 2010) var en mikronesisk navigator fra Carolinerne fra Satawal, bedst kendt som lærer af traditionel, ikke-instrument vejfinding metoder for åbent-verdenshav rejser. Maus carolinske navigationssystem - som fungerer ved hjælp af navigationelle vink ved at anvende solen og stjerner, vinden og skyer, hav og dønninger, fugle og fisk — blev lært gennem udenadslære videreført gennem læring via mundtlig overlevering. Han erhvervede titlen master navigator (palu) i en alder af 18 år, omkring tiden hvor de første amerikanske missionærer ankom til Satawal. Da han nærmede sig sin middelalder, voksede Maus bekymring om Satawals navigationspraksis ville forsvinde med hans folk akkulturaterede til vestlige værdier. I håbet om at den navigationelle tradition vil blive overført til fremtidige generationer, delte Mau sin viden med Polynesian Voyaging Society (PVS). Med Maus hjælp, anvendte PVS eksperimentiel arkæologi til at genskabe og teste tabte Hawaiianske navigationelle teknikker på Hōkūle‘a, en moderne rekonstruktion af en dobbeltskrog Hawaiiansk rejsekano.
Den succesfulde, ikke-instrumentielle sejlads af Hōkūle‘a til Tahiti i 1976, viste udbyttet af Maus navigationelle system til verden. Til videnskaben, gav Maus resultater bevis for forsætlig to-vejs rejse gennem Oceanien, hvilket understøtter en hypotese om en asiatisk oprindelse af polynesiere. Succesen af den Mikronesiske-Polynesiske kulturudveksling, symboliseret ved Hōkūle‘a, havde indvirkning gennem Stillehavet. Kulturudvekslingen bidrog til fremkomsten af den anden hawaiiansk kulturrenæssance og til en fremgang af polynesisk navigation og kanobygning i Hawaii, New Zealand, Rarotonga og Tahiti. Kulturudvekslingen har også startet interesse i traditionel vejfinding på Maus hjemø Satawal. Senere i livet, blev Mau respektfuldt kendt som en grandmaster navigator, og han blev kendt som "Papa Mau" af sine venner med hengivenhed. Han modtog en æresgrad fra University of Hawaii - og han blev æret af Smithsonian Institution og Bishop Museum for hans bidrag til maritim historie. Maus liv og arbejde blev udforsket i adskillige bøger og dokumentarfilm - og hans eftermæle fortsætter med at blive husket og fejret af oceaniens indfødte folk.